# Louis Jules Duboscq
Louis Jules Duboscq (Villaines-sous-Bois, 18 marzo 1817 – 24 settembre 1886) è stato un inventore, fotografo e costruttore di strumenti ottici francese. È noto fin dall'Ottocento per l'alta qualità dei suoi strumenti ottici, tra i quali figura una versione dello stereoscopio lenticolare ideato da David Brewster.

## Biografia

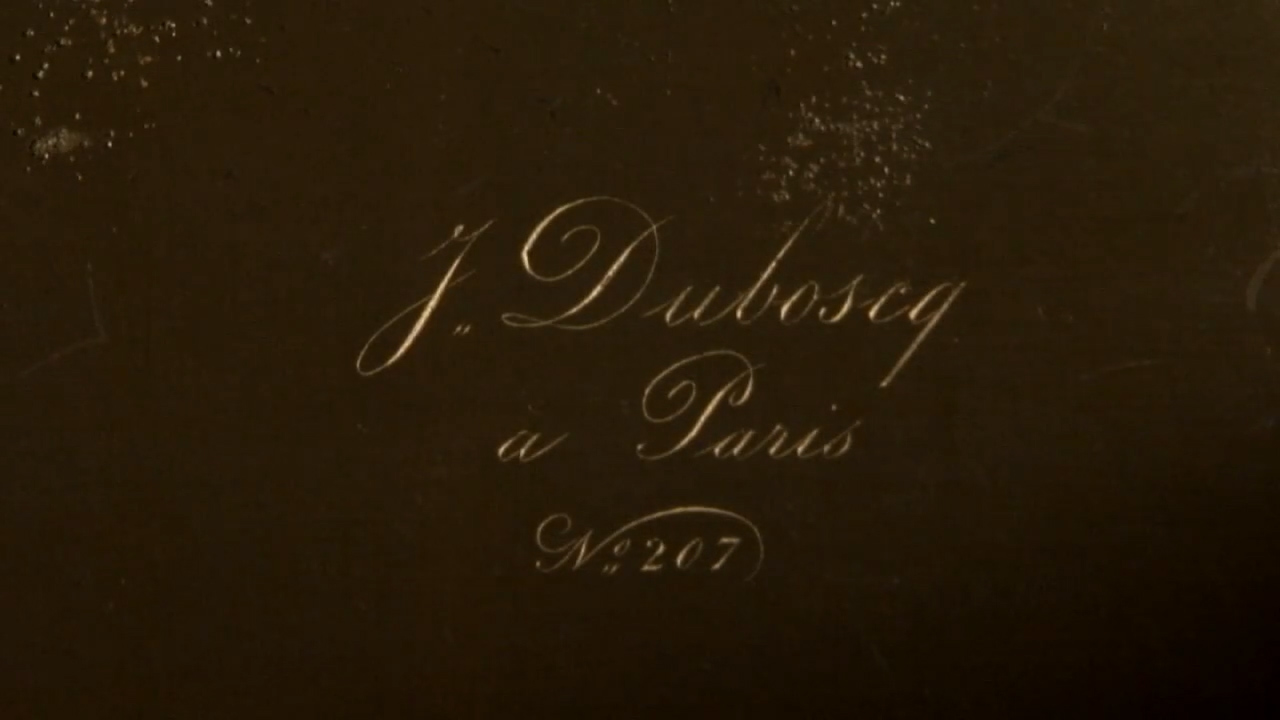
Firma di J.Duboscq incisa su un saccarimetro

Luis Jules Duboscq nacque nel 1817 nel soppresso dipartimento francese di Seine-et-Oise. Nel 1834 iniziò l'apprendistato presso Jean-Baptiste-François Soleil, un importante costruttore di strumenti ottici che aveva ereditato l'attività dal padre François. Il laboratorio di Soleil costruiva e commercializzava svariati strumenti ottici, comprese lanterne magiche, anortoscopio (strumento che permetteva la visione di immagini anamorfiche distorte), lampade a gas e illuminazione elettrica.
Nel 1839 Dusboscq sposò una delle figlie di Soleil, Rosalie Jeanne Josephine. Quando il suocero si ritirò, nel 1849, Duboscq ne rilevò il laboratorio degli strumenti, mentre il laboratorio delle lenti passò al figlio di Soleil, Henri.

## Invenzioni e realizzazioni
Tra gli strumenti costruiti da Duboscq figurano: uno stereoscopio, commercializzazione della versione dello stereoscopio lenticolare sviluppata da David Brewster; un colorimetro; un polarimetro e un eliostato.

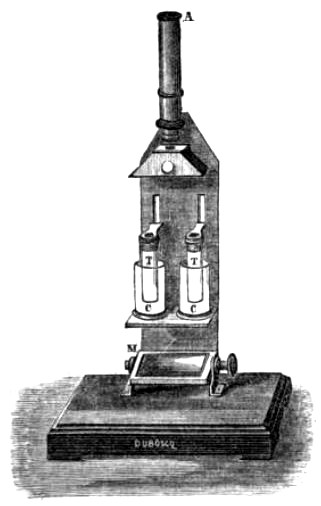
Colorimetro di Louis Jules Duboscq
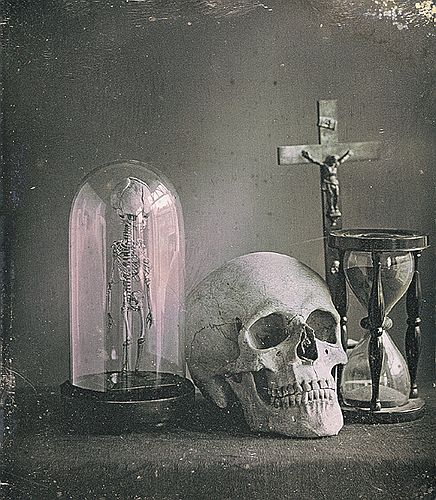
Still life with skull, fotografia di Louis Jules Duboscq
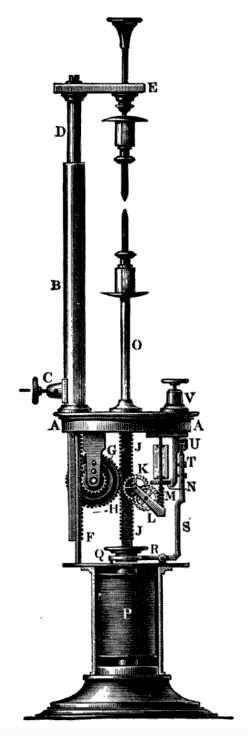
Lampada costruita da Duboscq
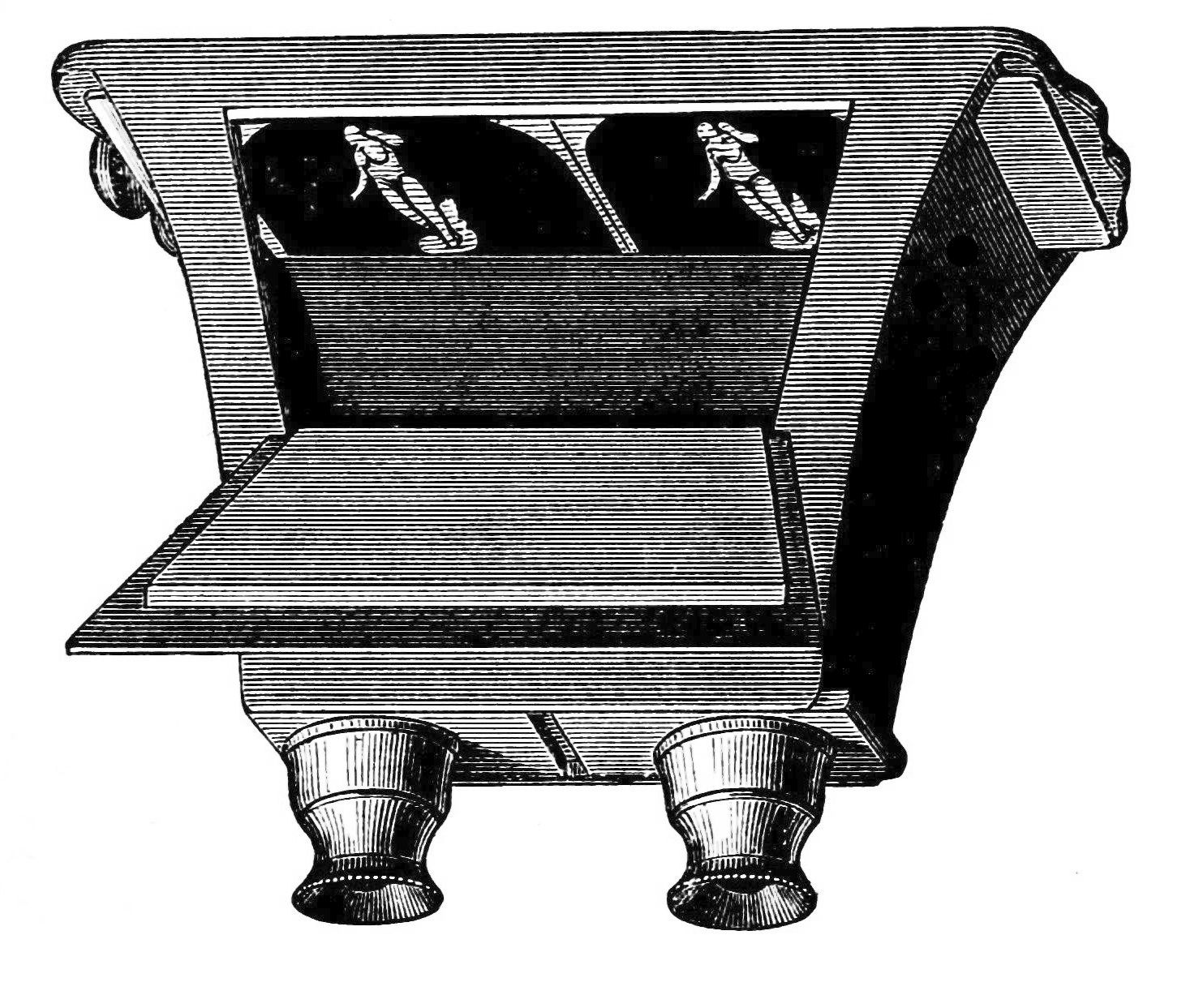
Stereoscopio di David Brewster

## Saccarimetro di Soleil e Duboscq
Ideato negli anni '40 del XIX secolo dal costruttore Jean Baptiste François Soleil, detto Soleil père e perfezionato poi da suo genero e successore Jules Duboscq, è uno strumento utilizzato per determinare con metodo ottico, la concentrazione delle soluzioni zuccherine capaci di ruotare il piano di polarizzazione della luce. 

L'apparecchio ebbe una grande diffusione nell'industria dello zucchero. Evitando laboriose analisi chimiche, consentiva esami rapidi e affidabili fornendo tipo e concentrazione dello zucchero nella soluzione in esame, così da scongiurare sofisticazioni alimentari.
La base dello strumento è formata da un treppiede. Un sostegno d'ottone è montato con un giunto snodabile di una colonna telescopica munita di base circolare zavorrata con una massa di piombo. I tubi per gli esami delle soluzioni sono quattro, uno di essi può accogliere un termometro a mercurio; la scala in avorio è graduata da 0° a 50° ed un anello permetto di inserirlo trasversalmente nel tubo.
Il termometro è utilizzato durante il processo d'inversione, cioè durante la trasformazione, mediante acido cloridrico, dello zucchero cristallizzabile (destrogiro) in zucchero non cristallizzabile (levogiro). Questo processo viene utilizzato quando nelle melasse in esame si trovano altre sostanze attive oltre lo zucchero: in questo modo grazie a due misure (prima e dopo l'inversione) è possibile determinare l'esatta quantità di zucchero cristallizzabile..